# Jazylka chobotnatá

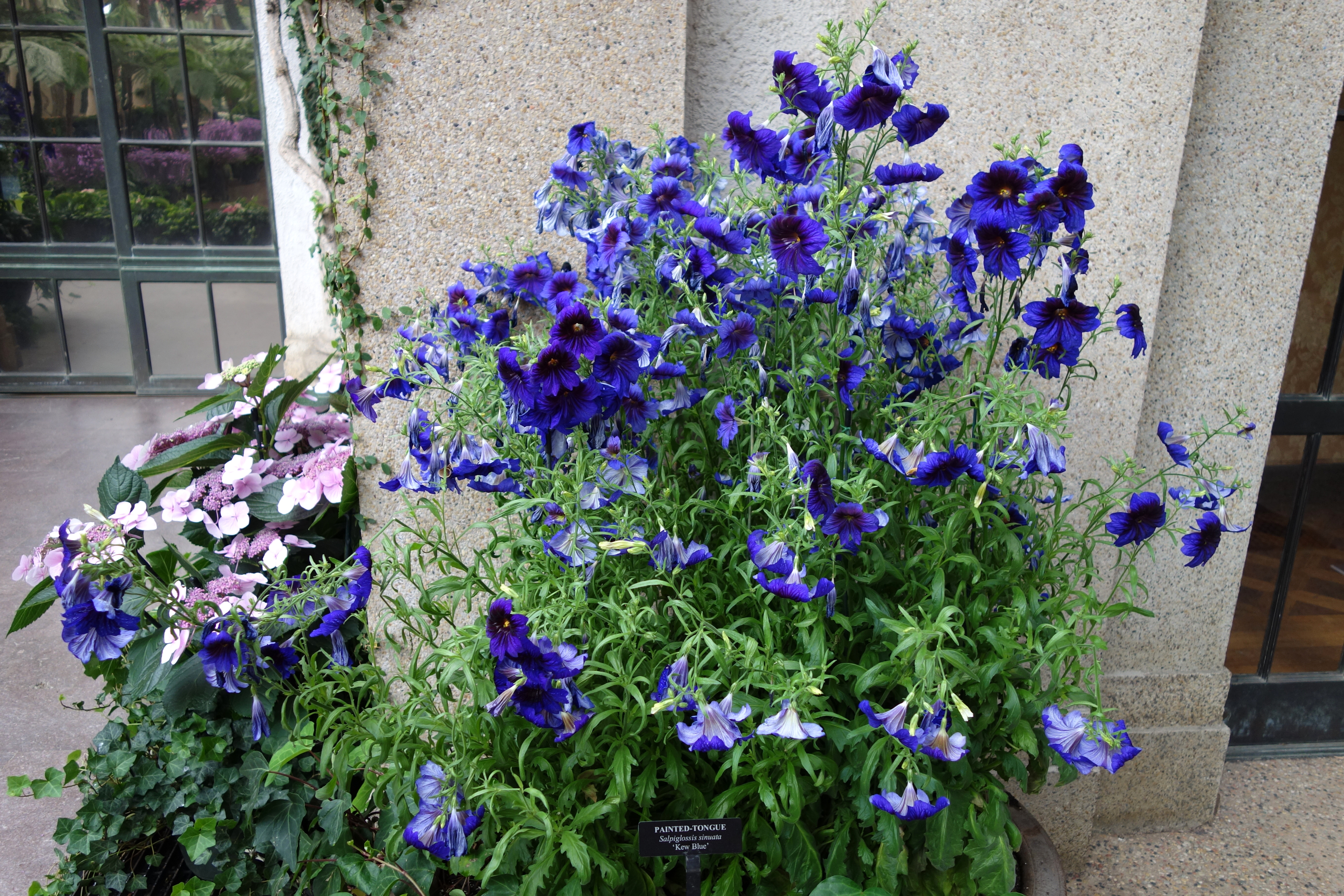
Kultivar 'Kew Blue'

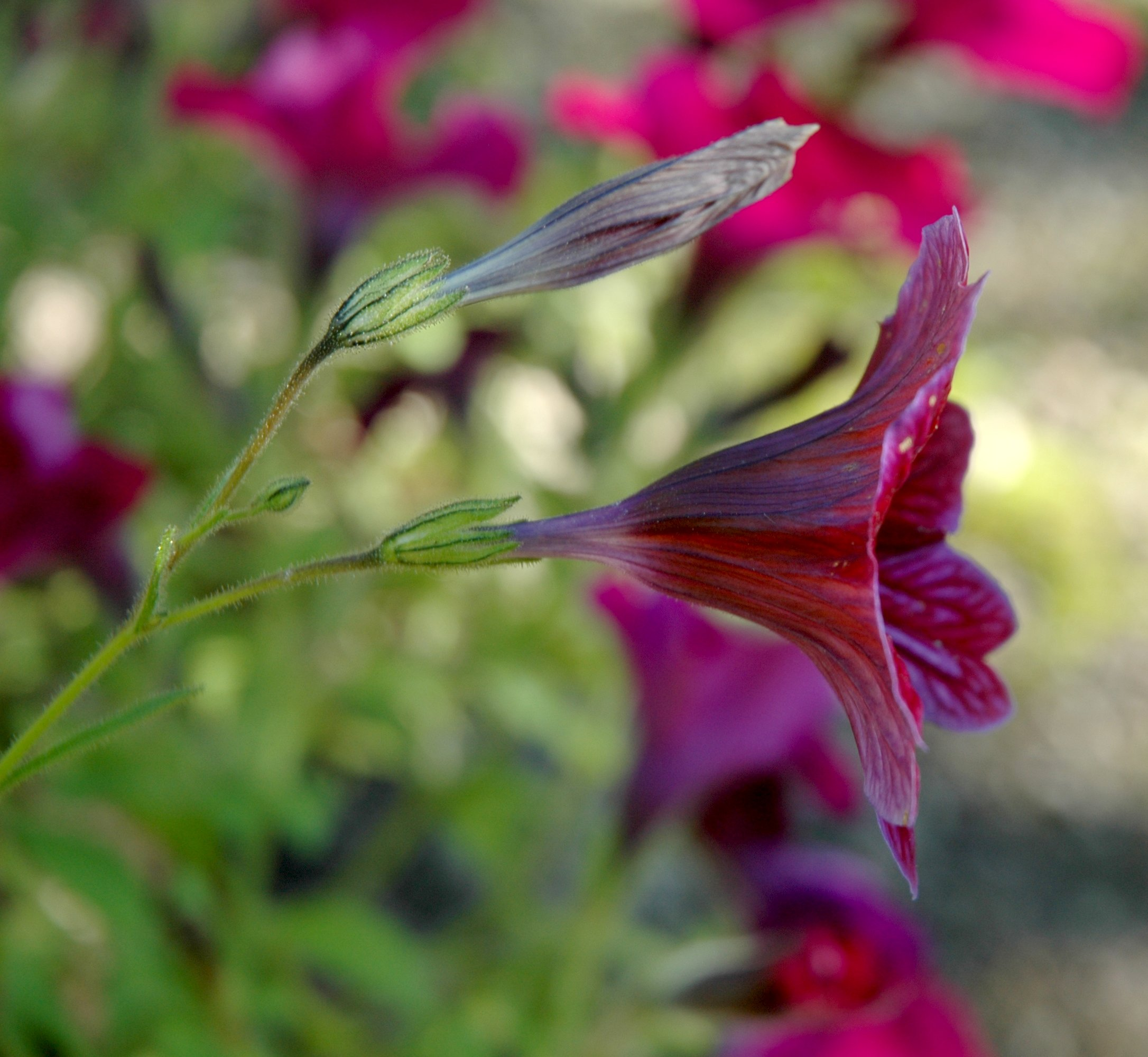
Kalich a koruna

Jazylka chobotnatá (Salpiglossis sinuata) je jednoletá rostlina vysoká okolo půl metru, která se pěstuje pro velké, pestré, sametově nálevkovité květy s výraznou žilnatinou. Je rozšířenější a známější bylinou ze dvou druhů rodu jazylka, který je endemický pro jihoamerickou andskou oblast v Chile a v Argentině. Počátkem 19. století se květina dostala do Evropy, kde se pěstuje v zahradách pro své nápadné, pestré květy jako letnička a je také vhodná k řezu. Rostlina je mírně jedovatá, je ale zároveň tak hořká, že jí nikdo nesní ani omylem.
Rodové jméno "Salpiglossis" je, podle tvaru květů, složenina řeckých slov "salpinx - trubka" a "glossa - jazyk".

## Ekologie
Roste v nadmořské výšce až 2000 m n. m, nejníže se vyskytuje u pobřeží a ve vnitrozemských horských údolích, nejvýše na horských svazích, kde vystupuje až nad hranici lesa. Vyskytuje se v hlinité, propustné humózní a zásadité půdě v toulavém stínu na okrajích křovin či lesů. Roste někdy i na intenzivním slunci s minimálním zastíněním, kde bývá jeho svit omezován jen častou mlhou přicházející z Tichého oceánu.
Jazylka chobotnatá pochází z oblastí, kde nejsou dešťové srážky v průběhu roku stejnoměrně rozdělené, prší tam hlavně v zimě. Roste jak v oblastech s mírně suchým klimatem, kde ročně naprší 400 až 800 mm a období sucha trvá 3 až 5 měsíců, tak i v oblastech vyloženě suchých, kde neprší 6 až 10 měsíců a ve zbývajících měsících spadne jen 100 až 300 mm vody (pro srovnání v Praze celoročně asi 600 mm). V bezdešťovém období čerpají rostliny potřebnou vláhu z častých mlh vanoucích od oceánu do vnitrozemí. Chromozomové číslo x = 11.

## Popis
Jednoletý nebo krátce vytrvalý terofyt s tenkými lodyhami vysokými 50 až 80 cm a porostlými měkkými, lepkavě žláznatými chlupy. Lodyha je přímá, slabě až silně větvená a střídavě porostlá dvěma typy jednoduchých, celistvých listů s podlouhlými, eliptickými čepelemi. Nahuštěné bazální listy jsou 4 až 7 cm dlouhé, řapíkaté a po obvodě zoubkované nebo laločnaté, listy výše rostoucí jsou menší, přisedlé a čárkovitě kopinaté, palisty na rostlině nejsou.
Na koncích větví vyrůstají jednotlivě pravidelné, pětičetné, oboupohlavné, nevonné květy. Srostlolupenný kalich je pohárkovitého tvaru a má drobné trojúhelníkovité lístky. Částečně srostlá koruna je široce nálevkovitá, sametová a bývá velká až 6,5 cm. Přestože je základní barvou bílá, může být koruna růžová, červená, fialová nebo žlutá a vždy má uvnitř výraznou tmavší žilnatinu. V květu je pět nestejně dlouhých tyčinek a z nich je jedna neplodná patyčinka. Dvoudílný, horní semeník s mnoha vajíčky je obklopen nektarovým diskem, rovná čnělka asi 2,5 cm dlouhá nese příčnou bliznu. Květy jsou opylovány hmyzem, hlavně motýly.
Plod je pukající, dvoudílná, nafialovělá tobolka, dlouhá asi 11 mm a široká 4 mm, obsahující četná drobná semena menší než 1 mm. Semeno je tmavě hnědé, má hranolovitý tvar, není zploštělé, má síťované osemení a jeho klíčící embryo je fialové až purpurové.

## Rozmnožování
Jazylka chobotnatá se rozmnožuje semeny, která se ve středoevropských podmínkách vysévají koncem března či počátkem dubna do volné půdy na stanoviště. Mohou se také předpěstovat ve skleníku a po pominutí nebezpečí jarních mrazíků se rostlinky vysadí na záhon ve sponu 25 cm nebo do nádob. Starší rostliny přesazování špatně snášejí.
Vyžaduje slunnou polohu, před silným větrem chráněné stanoviště a sušší, propustnou a mírně zásaditou půdu. Ve výživných půdách vyrostou vysoké a nepevné lodyhy, které po dešti a větru mohou polehnout. Velkým nebezpečím je přemokření, po kterém následuje hniloba kořenů. Mladé rostliny nemají rády ulehlou půdu a je vhodné jim pro podporu rozvětvení zaštípnout vrchol a odkvetlé květy nenechat vytvořit semena.
Pěstuje se v několika vyšlechtěných kultivarech lišících se velikosti rostlin, barvou květů (modré, oranžové, růžové, purpurové, červené, žluté) i barvou jejich žilnatiny. Nejčastěji se vysévá 'Grandiflora' vyrůstající do výše 80 cm a bohatě kvetoucí hybrid 'Casino Mix' vysoký jen do 60 cm. Rostliny obvykle kvetou od července do září.

## Galerie
Různobarevné květy jazylky chobotnaté

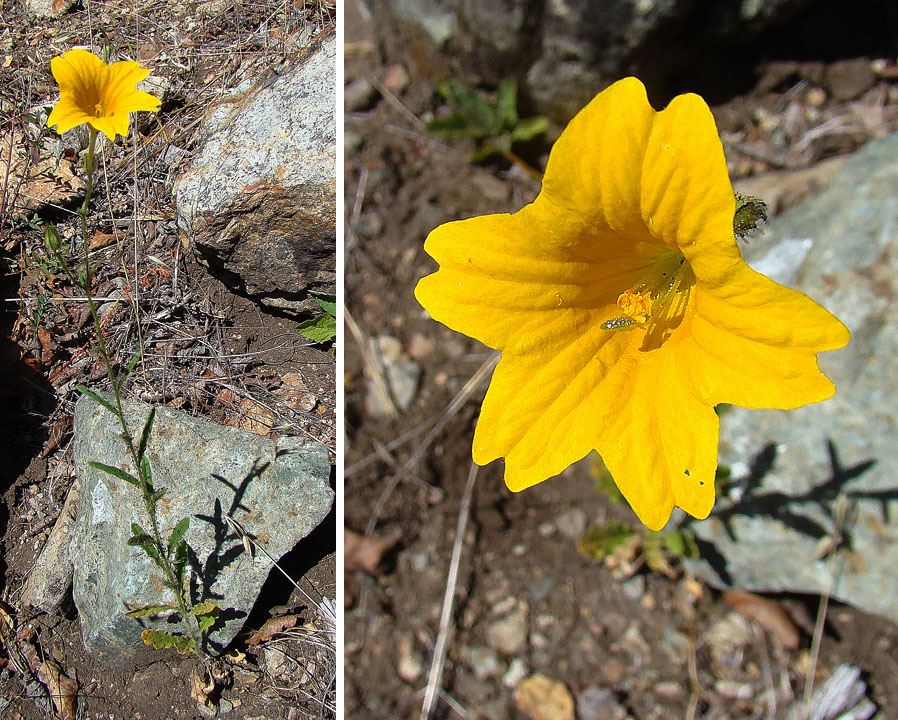
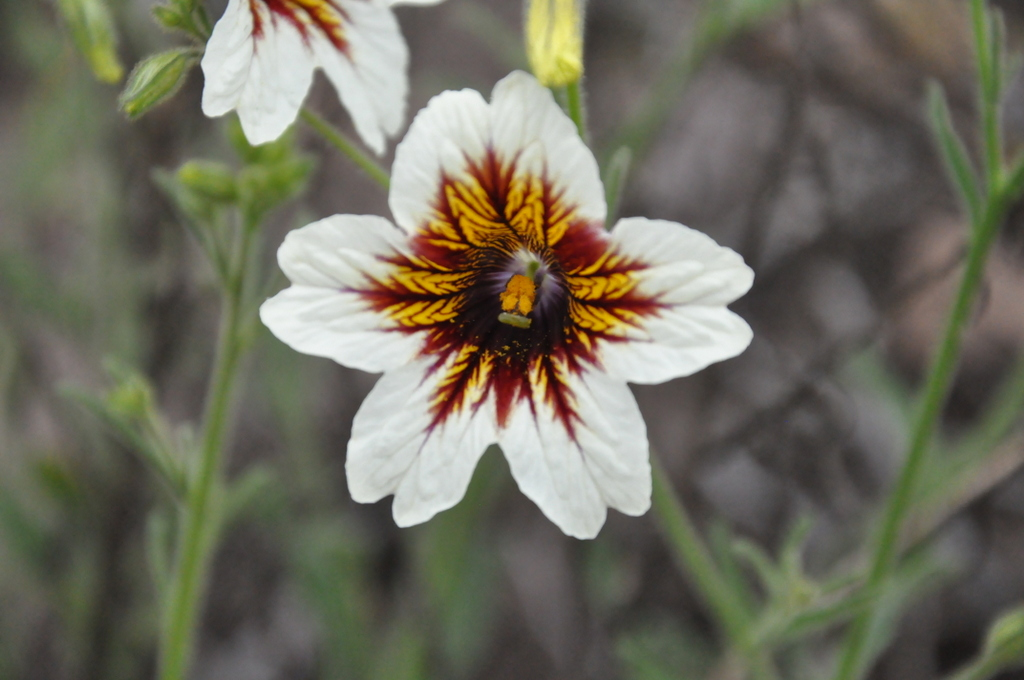
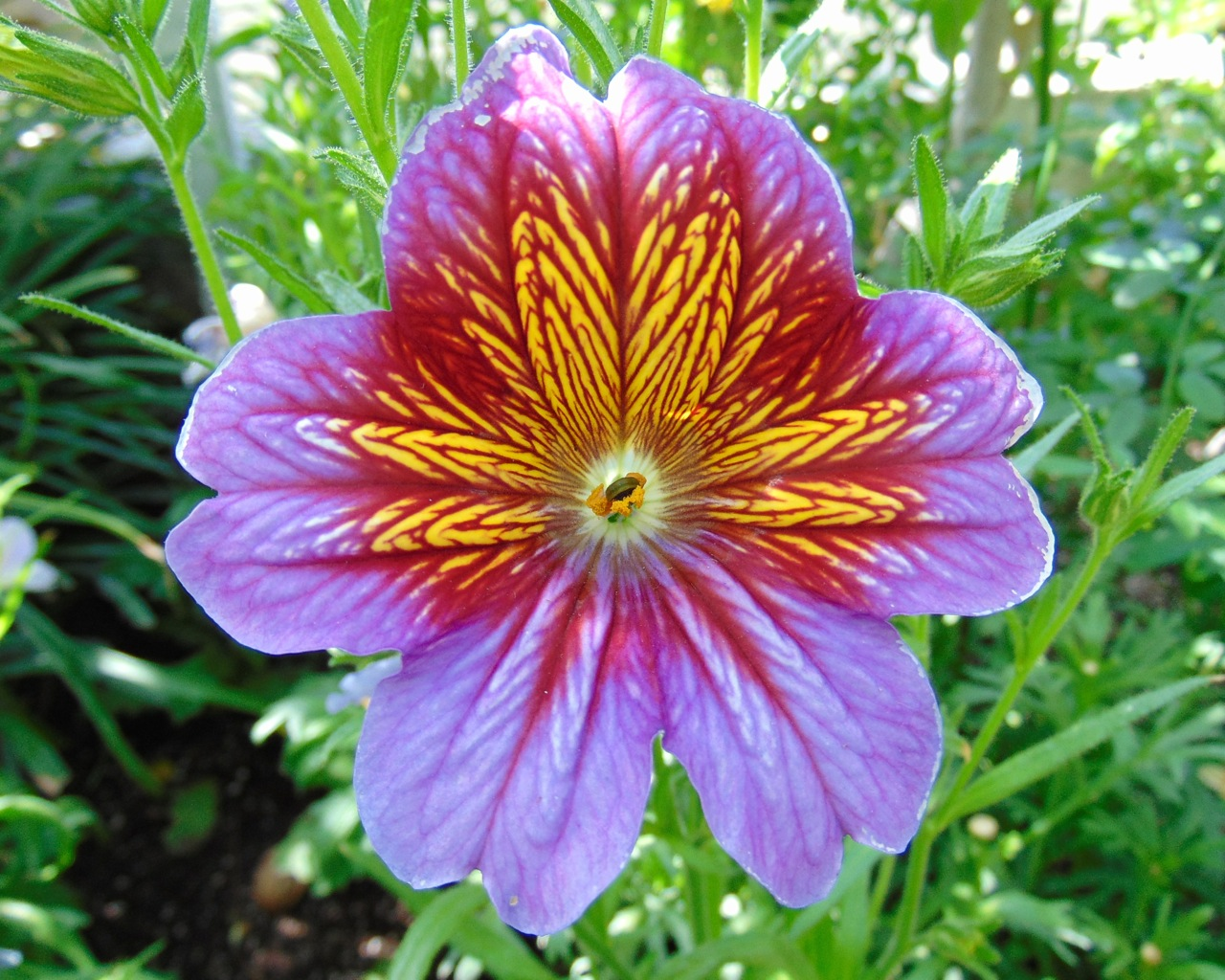
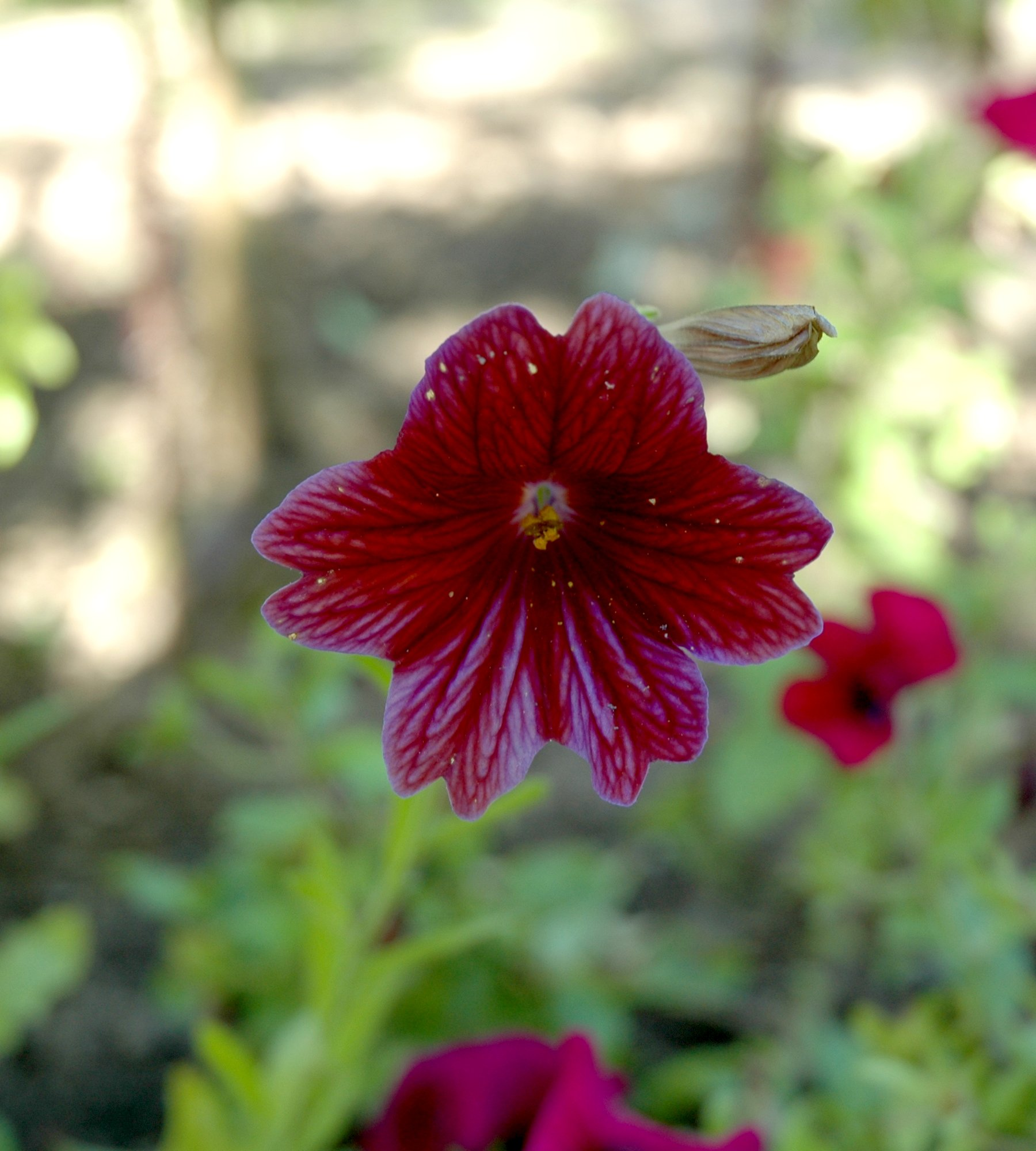